# Andreas Prox
Andreas Prox (* 7. Dezember 1959 in Hamburg; † 2012) war ein deutscher Boxer. Er war als Berufsboxer deutscher Meister im Mittelgewicht.

## Leben
Prox wurde beim Hamburger Boxverein BC Sportmann ausgebildet, später wechselte er zu einem anderen Verein der Hansestadt, dem BSV 19. Als Amateur wurde er zweimal deutscher Vizemeister im Halbmittelgewicht. Prox war beruflich als Betonbauer tätig. Er bestritt 119 Amateurkämpfe.
Seinen ersten Kampf als Berufsboxer gewann der Hamburger im Dezember 1982 in Köln gegen Jürgen Broszeit aus Neunkirchen und erhielt dafür einen Lohn von 1500 D-Mark. Im Juli 1983 musste Prox seine erste Niederlage einstecken, als er bei seinem dritten Auftritt als Berufsboxer Rüdiger Bitterling durch technischen K.o. in der fünften Runde unterlag. Ende Januar 1987 gewann er in Bielefeld den deutschen Meistertitel im Mittelgewicht: In seinem 13. Profikampf bezwang Prox Mike Wissenbach aus Berlin nach Punkten. Prox verteidigte seinen Titel gegen Harald Schulte, Mitte August 1987 stand er abermals Wissenbach gegenüber. Der in der Hamburger Sporthalle Wandsbek ausgetragene Kampf ging ohne Entscheidung zu Ende. Nach einem Tiefschlag Prox’ ging Wissenbach in der dritten Runde zu Boden, die Abgeordneten des Bundes Deutscher Berufsboxer unter Leitung des damaligen Vorsitzenden Klaus-Peter Kohl entschieden, den Kampf nicht zu werten. Ende Oktober 1987 kam es abermals zum Kampf zwischen Prox und Wissenbach, der in Hof unentschieden endete, womit Ersterer deutscher Meister blieb.
Im Juni 1988 bot ihm sich die Möglichkeit, um die Europameisterschaft zu boxen, Prox verlor den Kampf im französischen Lyon aber gegen den einheimischen Christophe Tiozzo. Seinen letzten Kampf bestritt der Hamburger im September 1989, als er gegen Miodrag Perunovic um den Interkontinentaltitel der IBF kämpfte, in München jedoch nach Punkten unterlag. Prox war beruflich als Geschäftsführer im Diskothekengewerbe tätig.